# Hoedestupet

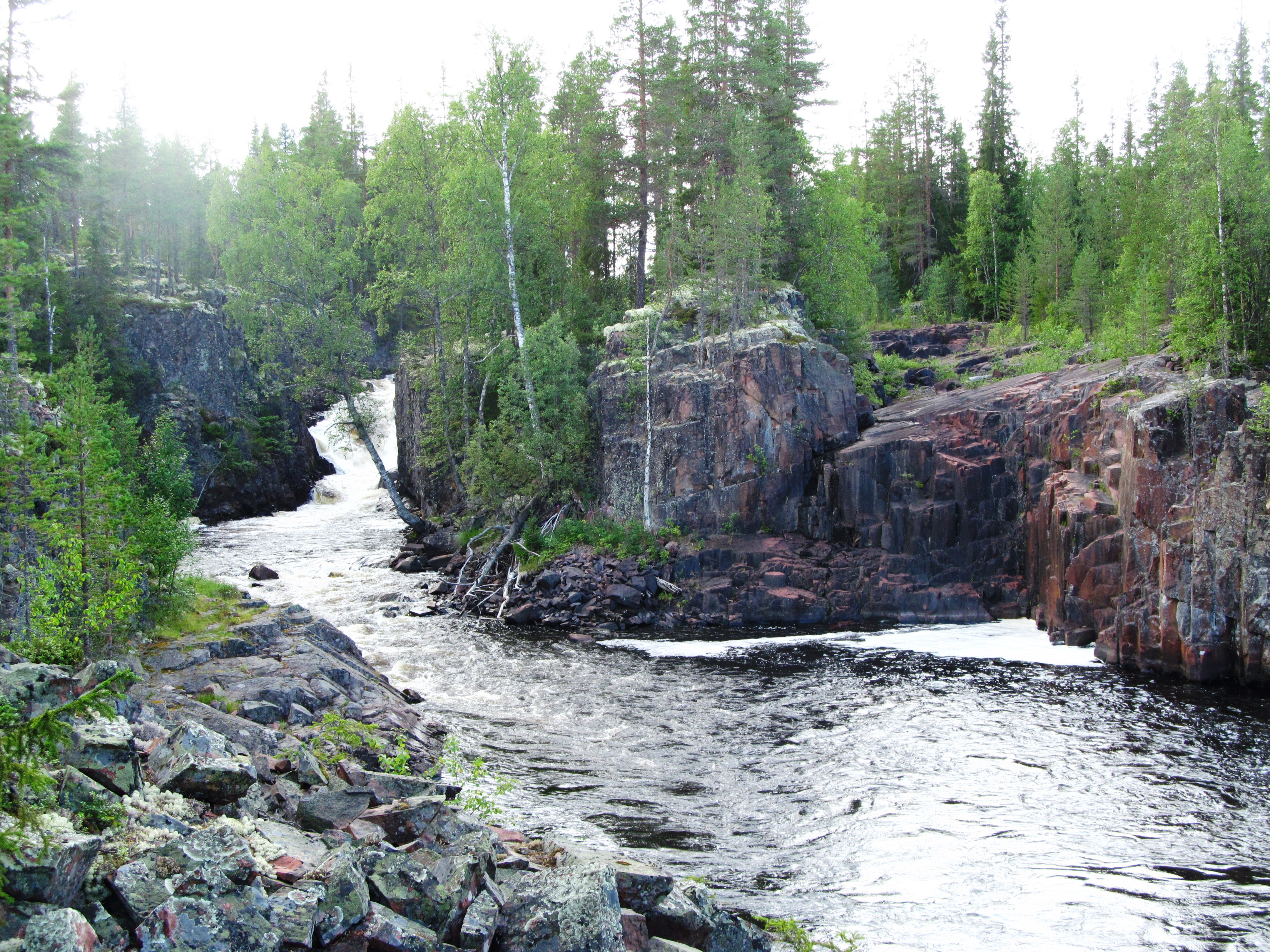
Hoedestupet med gamla fåran till höger och nya, utsprängda, fåran till vänster.

Hoedestupet är en vattenfall i Lofsen (även kallad Lofsån) i Härjedalens kommun, väster om Sveg. Hoedestupet var ett problem när man flottade timmer i Lofsen och därför sprängdes en ränna ut strax söder om fallet och det gamla fallet är för det mesta torrlagt. Vid höga flöden återtar dock Lofsen till viss del sin gamla flodfåra.